# 荃湾西駅
荃湾西駅（せんわんにしえき、ツィンワンサイえき）は、香港新界荃湾区にある、香港鉄路（港鉄MTR）屯馬線の駅である。

## 駅構造
相対式ホーム2面2線の地下駅。

### 駅階層
| 1 一階   | 出口                         | 出口、荃湾交通ビルへの高架通路 |
| G 地面   | 出口                         | 出口、バスターミナル           |
| C 改札階 | 改札階                       | 受付センター、商店、自動販売機 |
| C 改札階 | 改札階                       | 自動撮影機、自動櫃員機         |
| P ホーム | 相対式ホーム、左側の扉が開く | 相対式ホーム、左側の扉が開く   |
| P ホーム | ➋番線                        | ■屯馬線烏渓沙方面→             |
| P ホーム | ➊番線                        | ←■屯馬線屯門方面               |
| P ホーム | 相対式ホーム、左側の扉が開く |                                |
| P ホーム | -                            | 留置線                         |

## 駅周辺
高層ビルや商業施設が立ち並んでおり、地下鉄出入口が直結している商業施設もある。
- イオン荃湾店
- 荃湾広場
  - H&M
  - 元気寿司
  - 周大福
  - スシロー
  - スターバックス
  - セブン-イレブン
  - 丸亀製麺
- 荃新天地
  - 一幻
  - 牛角
  - 大戸屋
  - ケンタッキー・フライド・チキン
  - シティバンク
  - シャトレーゼ
  - 杉玉
  - スターバックス
  - セブン-イレブン
  - 中国銀行
  - namco
  - ファンケル
  - MOS Cafe
  - ユニクロ
  - 李寧
  - レイバン
  - 六福珠宝
- 如心広場（中国語版、広東語版）
- ニーナタワー
- 荃湾西如心酒店
- 荃新天地
- 有線电视大楼
- 祈徳尊新邨
- DON DON DONKI OPモール本店（2019年12月12日オープン[1])

## 歴史
- 2003年12月20日 - 開業。

## 隣の駅
香港鉄路
■屯馬線
錦上路駅 - 荃湾西駅 - 美孚駅